# 임원숙
임원숙(林源淑)은 한국의 외환은행 소속 탁구 선수였다. 1970년 일본의 나고야 아시아 선수권대회에서 단체전 금메달을 획득하였다.

## 참조
- 대한체육회 발행 "체육"1970년 5월호